# Carlos Newton
Carlos Newton (Anguilla, 17 agosto 1976) è un ex lottatore di arti marziali miste canadese nato in Anguilla.
È stato campione dei Pesi Welter UFC ed è ampiamente considerato uno dei veri pionieri delle arti marziali miste nella sua forma più moderna.
Oltre all'UFC ha combattuto nelle maggiori organizzazioni giapponesi quali Pride, K-1 e Shooto, nonché in altre leghe dell'America settentrionale come IFL e Warrior-1.
È cintura nera di ju jitsu nella palestra Warrior MMA di Newmarket ed ha preso parte ai tornei ADCC Submission Wrestling World Championship di submission wrestling.
Appassionato di cultura giapponese, è soprannominato "Il Rōnin" e ha battezzato il suo particolare stile ibrido di lotta "Dragon Ball Jiu-Jitsu", in onore dell'opera manga ed anime Dragon Ball.

## Carriera nelle arti marziali miste

### Inizi
La carriera di Newton nelle arti marziali miste inizia nel 1996 in patria con una sconfitta per sfinimento contro lo statunitense Jean Riviere.
Successivamente inizia a girare il mondo, prendendo parte ad incontri in Israele ed in Giappone, dove sconfigge l'ex campione dei pesi mediomassimi Shooto Erik Paulson.

### Ultimate Fighting Championship
Con uno score di 3-1 viene richiamato in Nord America per lottare nell'UFC, la massima lega del continente.
Prende parte al torneo dei pesi medi UFC 17 (al tempo i pesi medi corrispondevano ai pesi mediomassimi standard) dove vince la semifinale contro Bob Gilstrap per sottomissione ma in finale deve accettare un'opinabile sconfitta ai punti contro il forte wrestler Dan Henderson.

### Pride Fighting Championships
Newton torna subito in Giappone per entrare nella prestigiosissima Pride.
Esordisce con una sconfitta contro Kazushi Sakuraba, ma vince i successivi cinque incontri tra Pride, Shooto e WEF.
Nel 2001 sfida il futuro campione UFC Dave Menne in Kuwait, perdendo l'incontro ai punti.

### Ritorno in UFC e alternanza con Pride
Nel 2001 fa il suo ritorno in UFC, ed è l'anno che segnerà indelebilmente la sua carriera: può infatti sfidare subito il campione in carica dei pesi welter Pat Miletich per il titolo, e al terzo round riesce nell'impresa di sottomettere lo statunitense di origini croate e di vincere il titolo.
Newton non riesce nell'impresa di difendere la cintura e sei mesi dopo si deve arrendere a Matt Hughes che lo mette KO con un body slam.
Da lì inizia un alternarsi di incontri tra UFC (che ancora permetteva ai propri atleti di esibirsi con altre promozioni) e Pride: in Giappone sconfigge l'esperto José Landi-Jons e Renzo Gracie, mentre viene sconfitto da un emergente Anderson Silva; parallelamente in UFC tenta di nuovo l'assalto al titolo dei pesi welter ma viene messo ancora una volta KO da Matt Hughes.

### Dopo Pride e UFC
Dall'ottobre 2004 Newton si prende una pausa di due anni per poi riprendere la carriera in leghe minori.
Combatte nella giapponese Hero's e nella statunitense IFL, dove viene sconfitto da Renzo Gracie e da Matt Lindland.
Nel 2009 torna in Canada nell'organizzazione Warrior-1, nella quale firma le sue ultime due vittorie della carriera ai danni di Nabil Khatib e dell'ex campione WEC Shonie Carter: quest'ultima gara doveva valere per il titolo dei pesi welter Warrior-1, ma Newton fallì il limite di peso per l'incontro e di conseguenza l'incontro non ebbe la cintura in palio.
Il match di addio di Newton fu nel 2010 con l'organizzazione australiana Impact Fighting Championships.

## Risultati nelle arti marziali miste
| Risultato | Record | Avversario          | Metodo                              | Evento                               | Data             | Round | Tempo | Città                      | Note                                                   |
| --------- | ------ | ------------------- | ----------------------------------- | ------------------------------------ | ---------------- | ----- | ----- | -------------------------- | ------------------------------------------------------ |
| Sconfitta | 16–14  | Brian Ebersole      | Decisione (unanime)                 | Impact FC 1 - The Uprising: Brisbane | 10 luglio 2010   | 3     | 5:00  | Brisbane, Australia        |                                                        |
| Vittoria  | 16–13  | Shonie Carter       | Decisione (unanime)                 | Warrior-1: High Voltage              | 10 ottobre 2009  | 3     | 5:00  | Gatineau, Canada           |                                                        |
| Vittoria  | 15–13  | Nabil Khatib        | KO (pugni)                          | Warrior-1: Inception                 | 28 marzo 2009    | 1     | 3:12  | Gatineau, Canada           |                                                        |
| Sconfitta | 14–13  | Shungo Oyama        | KO Tecnico (Sottomissione ai colpi) | Hero's 2007 in Korea                 | 27 ottobre 2007  | 3     | 2:42  | Seul, Corea del Sud        |                                                        |
| Sconfitta | 14–12  | Matt Lindland       | Sottomissione (ghigliottina)        | IFL: Houston                         | 2 febbraio 2007  | 3     | 1:43  | Houston, Stati Uniti       |                                                        |
| Sconfitta | 14–11  | Renzo Gracie        | Decisione (non unanime)             | IFL Championship Final               | 29 dicembre 2006 | 3     | 4:00  | Uncasville, Stati Uniti    |                                                        |
| Vittoria  | 14–10  | Tokimitsu Ishizawa  | KO Tecnico (pugni)                  | Hero's 7                             | 9 ottobre 2006   | 1     | 0:22  | Yokohama, Giappone         |                                                        |
| Sconfitta | 13–10  | Ryo Chonan          | Decisione (unanime)                 | Pride Bushido 5                      | 14 ottobre 2004  | 2     | 5:00  | Osaka, Giappone            |                                                        |
| Sconfitta | 13–9   | Daiju Takase        | Decisione (non unanime)             | Pride Bushido 3                      | 23 maggio 2004   | 2     | 5:00  | Yokohama, Giappone         |                                                        |
| Sconfitta | 13–8   | Renato Verissimo    | Decisione (unanime)                 | UFC 46: Supernatural                 | 31 gennaio 2004  | 3     | 5:00  | Las Vegas, Stati Uniti     |                                                        |
| Vittoria  | 13–7   | Renzo Gracie        | Decisione (non unanime)             | Pride Bushido 1                      | 5 ottobre 2003   | 2     | 5:00  | Saitama, Giappone          |                                                        |
| Sconfitta | 12–7   | Anderson Silva      | KO (ginocchiata in salto e pugni)   | Pride 25: Body Blow                  | 16 marzo 2003    | 1     | 6:27  | Yokohama, Giappone         |                                                        |
| Vittoria  | 12–6   | Pete Spratt         | Sottomissione (kimura)              | UFC 40: Vendetta                     | 22 novembre 2002 | 1     | 1:45  | Las Vegas, Stati Uniti     |                                                        |
| Sconfitta | 11–6   | Matt Hughes         | KO Tecnico (pugni)                  | UFC 38: Brawl at the Hall            | 13 luglio 2002   | 4     | 3:35  | Londra, Regno Unito        | Per il titolo dei Pesi Welter UFC                      |
| Vittoria  | 11–5   | José Landi-Jons     | Sottomissione (armbar)              | Pride 19: Bad Blood                  | 24 febbraio 2002 | 1     | 7:16  | Saitama, Giappone          |                                                        |
| Sconfitta | 10–5   | Matt Hughes         | KO (body slam)                      | UFC 34: High Voltage                 | 2 novembre 2001  | 2     | 1:27  | Las Vegas, Stati Uniti     | Perde il titolo dei Pesi Welter UFC                    |
| Vittoria  | 10–4   | Pat Miletich        | Sottomissione (bulldog)             | UFC 31: Locked and Loaded            | 4 maggio 2001    | 3     | 2:50  | Atlantic City, Stati Uniti | Vince il titolo dei Pesi Welter UFC                    |
| Sconfitta | 9-4    | Dave Menne          | Decisione (unanime)                 | Shidokan Jitsu: Warriors War 1       | 8 febbraio 2001  | 1     | 10:00 | Madinat al-Kuwait, Kuwait  | Torneo Shidokan Jitsu Warriors War 1, Quarti di finale |
| Vittoria  | 9–3    | Johil de Oliveira   | Decisione (unanime)                 | Pride 12: Cold Fury                  | 9 dicembre 2000  | 2     | 10:00 | Saitama, Giappone          |                                                        |
| Vittoria  | 8–3    | Yuhi Sano           | Sottomissione (armbar)              | Pride 9: New Blood                   | 4 giugno 2000    | 1     | 0:40  | Nagoya, Giappone           |                                                        |
| Vittoria  | 7–3    | Karl Schmidt        | Sottomissione (armbar)              | WEF 9: World Class                   | 13 maggio 2000   | 1     | 1:12  | Evansville, Stati Uniti    |                                                        |
| Vittoria  | 6–3    | Daijiro Matsui      | Decisione (unanime)                 | Pride 6                              | 4 luglio 1999    | 3     | 5:00  | Yokohama, Giappone         |                                                        |
| Vittoria  | 5–3    | Kenji Kawaguchi     | Sottomissione (armbar)              | Shooto: 10th Anniversary Event       | 29 maggio 1999   | 1     | 5:00  | Yokohama, Giappone         |                                                        |
| Sconfitta | 4-3    | Kazushi Sakuraba    | Sottomissione (kneebar)             | Pride 3                              | 24 giugno 1998   | 2     | 5:19  | Tokyo, Giappone            | Debutto in Pride                                       |
| Sconfitta | 4-2    | Dan Henderson       | Decisione (non unanime)             | UFC 17: Redemption                   | 15 maggio 1998   | 1     | 15:00 | Mobile, Stati Uniti        | Torneo UFC 17, Finale                                  |
| Vittoria  | 4–1    | Bob Gilstrap        | Sottomissione (triangolo)           | UFC 17: Redemption                   | 15 maggio 1998   | 1     | 0:52  | Mobile, Stati Uniti        | Torneo UFC 17, Semifinale                              |
| Vittoria  | 3–1    | Kazuhiro Kusayanagi | Sottomissione (armbar)              | Shooto: Las Grandes Viajes 2         | 1º marzo 1998    | 1     | 2:17  | Tokyo, Giappone            |                                                        |
| Vittoria  | 2–1    | Haim Gozali         | Sottomissione (armbar)              | Israel FC: Israel vs. Canada         | 1º gennaio 1998  | 1     | -     | Israele                    |                                                        |
| Vittoria  | 1–1    | Erik Paulson        | Sottomissione (armbar)              | Vale Tudo Japan 1997                 | 29 novembre 1997 | 1     | 0:41  | Tokyo, Giappone            |                                                        |
| Sconfitta | 0-1    | Jean Riviere        | KO Tecnico (sfinimento)             | Extreme Fighting 2                   | 26 aprile 1996   | 1     | 7:22  | Montréal, Canada           |                                                        |